# 1970 у футболі
Нижче наведені футбольні події 1970 року у всьому світі.

## Події
- Відбувся дев'ятий чемпіонат світу, перемогу на якому здобула збірна Бразилії.
- Відбувся сьомий кубок африканських націй, перемогу на якому здобула збірна Судану.

## Засновані клуби
- Б71 Сандур (Фарерські острови)
- Ксамакс (Швейцарія)
- Мамелоді Сандаунз (Південно-Африканська Республіка)
- Парі Сен-Жермен (Франція)
- Тулуза (Франція)
- Утрехт (Нідерланди)

## Національні чемпіони
- Англія: Евертон
- Аргентина: Індепендьєнте (Авельянеда)
- Італія: Кальярі
- Іспанія: Атлетіко (Мадрид)
- Нідерланди: Аякс (Амстердам)
- СРСР: ЦСКА (Москва)
- ФРН: Боруссія (Менхенгладбах)
- Франція: Сент-Етьєнн
- Швеція: Мальме